# Cristian Deville
Cristian Deville (Cavalese, 3 gennaio 1981) è un ex sciatore alpino italiano specializzato nello slalom speciale.

## Biografia

### Stagioni 1997-2010
Originario di Moena e attivo in gare FIS dal dicembre del 1996, Deville ha esordito in Coppa Europa il 12 dicembre 2000 ad Alleghe in slalom gigante, senza completare la gara. Ai Mondiali juniores di Verbier 2001 ha vinto la medaglia di bronzo nello slalom speciale; nella medesima specialità ha poi debuttato in Coppa del Mondo, il 5 gennaio 2003 a Kranjska Gora (senza completare la gara) e colto il suo primo podio in Coppa Europa, l'11 gennaio 2004 a Todtnau (2º).
Sempre in slalom speciale ai Mondiali di Bormio/Santa Caterina Valfurva 2005, suo esordio iridato, non ha completato la prova, così come due anni dopo ai Mondiali di Åre 2007. Anche ai XXI Giochi olimpici invernali di Vancouver 2010, sua unica presenza olimpica, non ha terminato la gara di slalom speciale.

### Stagioni 2011-2019
Ai Mondiali di Garmisch-Partenkirchen 2011, suo congedo iridato, è stato 7º nello slalom speciale; nella successiva stagione 2011-2012 in Coppa del Mondo ha ottenuto, sempre in slalom speciale, tutti i suoi quattro podi di carriera, dal primo dell'8 dicembre a Beaver Creek (2º) all'ultimo dell'11 marzo a Kranjska Gora (2º), con la sua unica vittoria nel circuito, sulla Ganslern di Kitzbühel il 22 gennaio.
Il 10 febbraio 2015 a Oberjoch in slalom speciale è salito per l'ultima volta in carriera sul podio in Coppa Europa (3º); il 18 dicembre 2017 ha disputato la sua ultima gara nel circuito continentale, lo slalom speciale della Val di Fassa chiuso da Deville al 7º posto, e il 4 marzo 2018 l'ultima gara di Coppa del Mondo, lo slalom speciale di Kranjska Gora che non ha completato. Al termine di quella stessa stagione 2017-2018 ha annunciato il ritiro dall'attività agonistica ai massimi livelli, pur continuando da allora a prendere parte ad alcune gare FIS fino al definitivo ritiro, avvenuto il 16 aprile 2019 in occasione di uno slalom speciale FIS disputato a Pampeago e non completato da Deville.

## Palmarès

### Mondiali juniores
- 1 medaglia:
  - 1 bronzo (slalom speciale a Verbier 2001)

### Coppa del Mondo
- Miglior piazzamento in classifica generale: 23º nel 2012
- 4 podi:
  - 1 vittoria
  - 2 secondi posti
  - 1 terzo posto

#### Coppa del Mondo - vittorie
| Data            | Località  | Paese   | Specialità |
| --------------- | --------- | ------- | ---------- |
| 22 gennaio 2012 | Kitzbühel | Austria | SL         |

Legenda:

SL = slalom speciale

#### Coppa del Mondo - gare a squadre
- 3 podi:
  - 2 secondi posti
  - 1 terzo posto

### Coppa Europa
- Miglior piazzamento in classifica generale: 34º nel 2004
- 6 podi:
  - 1 secondo posto
  - 5 terzi posti

### Campionati italiani
- 10 medaglie[2]:
  - 1 oro (slalom speciale nel 2005)
  - 5 argenti (slalom speciale nel 2004; slalom speciale nel 2007; slalom speciale nel 2011; slalom speciale nel 2013; slalom speciale nel 2016)
  - 4 bronzi (slalom speciale nel 2006; slalom speciale nel 2008; slalom speciale nel 2010; slalom speciale nel 2018)